# Cyphostemma glandulosopilosum
Cyphostemma glandulosopilosum är en vinväxtart som beskrevs av Descoings. Cyphostemma glandulosopilosum ingår i släktet Cyphostemma och familjen vinväxter. Inga underarter finns listade i Catalogue of Life.